# Fuensanta
Fuensanta – gmina w Hiszpanii, w prowincji Albacete, w Kastylii-La Mancha, o powierzchni 23,96 km². W 2011 roku gmina liczyła 368 mieszkańców.